# Les Deux Chasseurs et la Laitière
Les Deux Chasseurs et la Laitière est un opéra-comique en un acte mêlé d'ariettes de Louis Anseaume, musique d'Egidio Duni, représenté pour la première fois au Théâtre-Italien, à l'Hôtel de Bourgogne, le 23 juillet 1763.